# I Storm og Stille
I Storm og Stille è un mediometraggio del 1915, diretto da Vilhelm Glückstadt, con Viggo Larsen. 

## Trama
Alice Clark sposa Teddy, che ha contratto dei debiti con l'usuraio Gibien. Passano tre anni, la coppia ha un figlio, e al continuo tergiversare di Teddy, Gibien si presenta dal padre di Alice, provocando uno scandalo famigliare, a seguito del quale Teddy ritorna nella propria abitazione di celibe.
Una sera, mentre Alice è impegnata nel suo nuovo lavoro come cantante in un teatro, il figlio della coppia ha un improvviso malore che richiede un'operazione d'urgenza. A gestire la situazione è Teddy: l'operazione ha buon esito, e mette pace fra Teddy ed i suoceri.